# 無敵恋愛S*girl
『無敵恋愛S*gil』（むてきれんあいエスガール）は、ぶんか社が発行していた漫画雑誌。2005年に創刊。隔月29日発行。
創刊時は月刊発行であったが、2023年から隔月刊発行に変更された。出版不況により、2024年7月29日の発行号をもって休刊となった。その後電子版に移行した。

## 主な作家
- 美波はるこ
- 笹塚だい
- 日乃カエン
- 田中琳
- 咲
- 月島綾

## 主なコーナー
- S*girlノベル - 2018年11月号（2018年10月発行）からページが増えた。